# 特警判官
《特警判官》（英語：Judge Dredd）是達尼·加農在1995年執導的英美科幻動作電影，由席維斯·史特龍、亞曼·艾桑提、黛安·蓮恩、羅伯·施奈德、陳沖、尤爾根·普洛斯諾及麥士·馮·西度擔任角色主演。這部電影是根據英國漫畫《公元2000年》中的同名連環漫畫所改編。

## 劇情
影片時間設定在西元3000年，地球已經成為無法居住的荒野沙漠，進而被人稱為詛咒之地。大部分的人類居住在大城市，其餘則住在荒野沙漠，荒野沙漠的人主要分為被流放之人與無法律之人，前者為首席判官赦免犯罪者時必須流放，後者主要為犯罪者，城市原本預定為2000萬人居住，實際上為6500萬人居住，所以無法提供乾淨的空氣、食物與水。傳統的法律系統已被更換成判官組成的隊伍，其作用相當於警務人員、法官、陪審團與劊子手結合而成的隊伍，發現犯罪時可以立即做出判決。
弗格森為一名即將出獄的罪犯，隨後被分配到一個工商大樓裡居住，未料正要進去時就被捲入街頭戰爭中。而賀西判官與新生歐麥爾判官正在街頭戰爭現場，卻發現事態一發不可收拾而等待支援。爵德判官這時剛好趕到，在他大喊一聲「我就是法律」後，仍然持續著戰爭。爵德判官就與其他兩位判官討論如何進攻，決定爵德判官在前賀西判官在中歐麥爾判官在後。在檢查工商大樓各房門時，未料歐麥爾判官操之過急的開門便被敵人射傷，「爵德判官」就以迅雷不及掩耳的速度將敵人一網打盡。正要離去時發現一台餐飲機器人有些奇怪，爵德判官硬是把它攔下來，在賀西判官要以為爵德判官有什麼問題時，剛好裡面跑出一名男子，那名男子就是弗格森。弗格森一直堅持無罪，並聲明「因為捲入街頭戰爭的關係而破壞機器人」，並繼續堅稱其無罪，爵德判官便說「我就知道你會這麼說」，後判他5年刑期，由判官送往亞士平監獄。
在街頭戰爭結束後，全部的首席判官開始了一場會議，討論著監獄是否真的有可用性，而葛里芬首席判官提出恢復創世紀計劃的提案，卻被法哥首席判官否決。會議結束後，法哥首席判官剛好遇見爵德判官，爵德判官便脫下頭盔與其交談。此時亞士平監獄的典獄長正要去探望雷科，在典獄長開啟自動槍機臺後，便解除了雷科的防護罩。典獄長交付了外人給予雷科的物品後，便冷嘲熱諷雷科幾句。沒想到那個物品竟然可以變成一把手槍，雷科用手槍擊中了典獄長的脖子，典獄長本想用聲音開啟自動槍機臺，卻因為脖子被槍擊中而無法成功開啟自動槍機臺。門外的判官聽見裡面的槍聲，發現事情不太對勁便開門進去，卻發現典獄長倒在地上。躲在後方的雷科便奪取一名判官的槍，逃獄成功。渾然不知雷科逃獄的爵德判官正在教導新生判官。逃獄後的雷科在街上找到一家不用證件的槍店，進去後老闆便表示「已經打烊，請離開。」，雷科就說明通關密語，後老闆帶雷科進去一個房間。雷科在裡面發現60年前大戰的ABC型機器人古董，便詢問其稀有性和可用性。可是雷科真正的目的是一把槍，雷科正要拿起槍時，便被老闆大聲喝止「那是判官的槍！不是判官的人拿起來會爆炸！」，說完後雷科還是立刻拿起來，便往老闆的頭射一槍，奪走與設定ABC型機器人。在兩名記者討論要不要揭發創世紀計劃的陰謀時，假扮爵德判官的雷科衝進來，不說任何一句話掃射了兩名主播，在這後方的監視器完整紀錄下來，成為日後對爵德判官不利的最大證據。
騎著判官摩托車的賀西判官正要去取締一臺跑車，便被跑車車主不斷刁難。爵德判官這時剛好在旁邊巡邏，看到賀西判官正在與人爭論便上前幫忙。看到爵德判官來時，跑車車主便緊張的不知所措，爵德判官就判決跑車拖吊離去，車主卻追了過去，爵德判官便說「初犯的人罪刑是拖吊，可是你已經犯第四次了！不然你想怎麼樣？」，跑車車主說「無罪！」，爵德判官便說「我就知道你會這麼說」後，用判官槍中的榴彈槍功能炸毀跑車。剛好一群判官們走了過來，逮捕了爵德判官，罪名是殺人罪。在百思不得其解時，法哥首席判官前往探望爵德判官，雖然在法哥首席判官心裡證明了爵德判官不是殺人兇手，可是仍須接受審判。為爵德判官辯護的人是賀西判官，說明監視器畫面不清晰、且殺手全身穿著判官服無法證明是爵德判官。原以為這樣就可以無罪釋放時，麥格德首席判官提出了判官槍擊發時記錄使用者的基因，便要求中央電腦審查，確認無誤後還是爵德判官下的手，判被告為死刑。在一陣喧擾後，法哥首席判官說明資深判官擁有赦免犯罪重大者的能力，代價是踏上孤獨的流放之旅。法哥首席判官便赦免爵德判官的罪變為無期徒刑，法哥首席判官就踏上了孤獨之旅。
而爵德判官上銬後由判官帶走，賀西判官卻偷偷翻著爵德判官的置物櫃，發現了有些照片不對勁。此時葛里芬首席判官前去找雷科，他們正計畫著一個大陰謀。當送往監獄的飛機起飛後，弗格森剛好坐在爵德判官旁邊，兩人便大聲爭執，渾然不知有一名罪犯正要去刺殺爵德判官，然而因為沙塵暴的關係飛機被迫降低高度，正巧被地上的食人族發現，他們就發射了導彈成功擊毀飛機。倖存下來的爵德判官和弗格森便被食人族抓走，綁在天花綁的兩人又大聲的爭執，就被食人族族長發現原來當初流放他們的爵德判官在這裡。正當兩人要被食人族吃掉時，爵德判官解開了繩索刺殺了兩名食人族，前往探查爵德判官死活的判官隊便衝了進來又掃向他們，爵德判官便一一殲滅判官，法哥首席判官剛好也進來了，卻沒發現一名食人族的人未死亡就刺向法哥首席判官。發現照片不對勁的賀西判官，便和歐麥爾判官一起向中央電腦檢查，拿錯照片的歐麥爾判官碰巧發現有一張照片是造假的，原來爵德判官是人造出來的。法哥首席判官被刺中後便說明了一切原由，包括創世紀計劃和爵德判官的生事後便死亡。（電影第一個小時的內容）

## 演員
| 演員                               | 角色                         | 備註 |
| 席維斯·史特龍 Sylvester Stallone   | 判官爵德 Judge Dredd         | 本作男主角約瑟，與雷科為兄弟，為創世紀計劃中製造出來的嬰兒之一。擁有完美的特警判官的基因，為人正直、正派，以法律為其終身奉行的法則。 |
| 亞曼·艾桑提 Armand Assante         | 雷科·爵德 Rico Dredd         | 本作反派男主角，與爵德判官為兄弟，為創世紀計劃中製造出來的嬰兒之一。與男主角截然不同，為最惡的惡人，擁有完美犯罪者的基因。           |
| 黛安·蓮恩 Diane Lane               | 賀西判官 Judge Hershey       | 本作女主角，為唯一肯為爵德判官發聲的人，曾為他出庭辯護，雖非常想使其無罪，仍以不好的結局收場。                                       |
| 羅伯·施奈德 Rob Schneider          | Fergee                       | 前科累累，雖然被爵德判官重判，還是非常支持男主角。                                                                                   |
| 陳沖 Joan Chen                     | 伊爾莎博士 Dr. Ilsa Hayden   | 支持創世紀計劃的女博士。 |
| 尤爾根·普洛斯諾 Jürgen Prochnow    | 葛里芬首席判官 Judge Griffin | 創世紀計畫參與人之一，死在ABC型戰鬥機器人裡。                                                                                        |
| 麥士·馮·西度 Max von Sydow         | 法哥首席判官 Judge Fargo     | 創世紀計畫參與人之一，最後為了赦免爵德判官而走上流浪之旅，死在食人族部落裡。                                                         |
| 喬安娜·邁爾士 Joanna Miles         | 麥格德判官 Judge McGruder    | 判決爵德判官的首席判官，死在ABC型戰鬥機器人裡。                                                                                      |
| 巴薩扎·蓋提 Balthazar Getty        | 歐麥爾判官 Nathan Olmeyer    | 新生的特警判官。 |
| Maurice Roëves                     | Miller                       | |
| 吉安卡洛·伊坡托 Giancarlo Esposito | Martin                       | |
| 艾恩·迪里 Ian Dury                 | Geiger                       | |
| 米謝爾·萊恩 Mitchell Ryan          | Vartis Hammond               | 被雷科假冒爵德槍殺。 |
| Peter Marinker                     | Judge Esposito               | |
| 安格斯·麥伊恩斯 Angus MacInnes     | Judge Silver                 | |
| 克里斯多夫·亞當森                  | Mean Machine Angel           | 食人族 |
| 艾文·布萊納 Ewen Bremner           | Junior Angel                 | 食人族 |
| Phil Smeeton                       | Link Angel                   | 食人族 |
| Phil Smeeton                       | Fink Angel                   | 食人族 |
| 史考特·威爾森                      | Pa Angel                     | 食人族 |

## 製作
主體拍攝於1994年8月3日開始，於謝珀頓和冰岛進行製作。

## 分級和敏感內容
本片在美國被評為R級，包含以下敏感內容:

### 暴力與血腥
本片含有大量的槍擊片段，通常帶有適量的流血畫面。

其他暴力片段包括肢解（只能看到一些血灑在地面）、一名男子被刀刺穿（流了一些血）、一名典獄長被槍射中喉嚨（沒有血），以及人們著火。

### 髒話
本片含有少量的髒話，包括了兩句F**k。

## 劇情刪減

爵德射擊複製人的刪減片段劇照

在1995年6月30日電影全球首映之前，《超時空戰警》不得不重新裁剪並提交給MPAA五次，以便將其從NC-17級降至R級。史特龍和片商甚至還想要更進一步將電影剪輯以獲得PG-13 級，最終其中一位製片人愛德華·普萊斯曼（Edward Pressman）成功地說服了董事會略微刪減電影至可以獲評（相對NC-17級）更具商業意義的R級。導演加農因與史特龍不斷的創造性糾紛而感到沮喪，他發誓他再也不會與另一位大牌演員合作。他還表示，由於史特龍要求進行創造性的改變，最終版本與劇本完全不同。在後來的採訪中，史特龍說他認為這部電影應該是一部動作喜劇片，所以要求改寫以使其更加喜劇。然而，導演和編劇對此片有一個更黑暗，更諷刺的願景。

從劇場版中刪除了幾個完整的畫面，以減少電影的暴力和暗色調。例如，雷科殺死新聞記者Hammond和他的妻子的場景原本更長更血腥，因為畫面以慢動作顯示他們子彈擊中。同樣，ABC戰士機器人撕開法官格里芬的手臂和腿來殺死他，但這裡的血腥畫面也被刪減。加農想要更多的暴力場面（與漫畫的風格一致），但是片商和史特龍想要一部更注重幽默的PG-13級電影。電影的一段高潮甚至被刪除: 一段爵德和複製法官的對打戲。然而，在一些宣傳劇照中，仍然看的到爵德射擊其中一個複製人。

## 迴響
這部電影發行上映後得到的負面評論更甚於正面評論，電影評論網站爛番茄的民調顯示，只有18％的影評喜歡這部電影，平均得分只有3.7/10，其中有一則評論寫到「希望是一個合法的暴力動作場警和蠢事之一，但導演丹尼·坎農使其工作,未能找到必要的平衡。」此片在美國票房收入為34,693,481美元，在世界其他各地則為78,800,000美元，全球票房總計為1.1億美元。由於《特警判官》有眾多負面評論,因此席維斯·史特龍獲得了金酸莓獎最差演員獎提名。

然而，這部電影因其對爵德的城市，服裝，幽默和超乎尋常的角色描繪而受到讚賞。

## 軼事
服裝設計

史特龍曾邀請詹尼·范思哲為電影設計未來主義但功能性的服裝。范思哲為爵德的服裝創造了許多設計。然而，范思哲交付的設計圖並不令人印象深刻，因此都被退件了。

演員受傷

在有段追逐場景中，Fergee跑出建築物，跑下樓梯時。大約在跑到樓梯四分之一時，羅伯·施奈德滑倒了。他在短時間內試圖重新獲得平衡但最終還是從樓梯上摔下來，臉部猛烈撞擊到地板。幸好施奈德最後沒有受傷。

## 衍生小說與衍生圖表小說
根據電影劇情衍生了兩本小說和一本圖形小說:
- Judge Dredd by 尼尔·巴雷特, Jr. (1995年6月, 250页面, 圣·马丁斯, 国际标准书号 0-312-95628-2)[5]
- Judge Dredd: The Junior Novelisation by Graham Marks (1995年5月, 142頁面,黄杨树 , 国际标准书号 0-7522-0671-0)
- Judge Dredd: Official Movie Adaptation by Andrew Helfer and Carlos Ezquerra (1995年6月, 64页面, DC漫画, 国际标准书号 1-56389-245-6)

## 外部連結
- 2000 AD film adaptations page （页面存档备份，存于）
- 互联网电影数据库（IMDb）上《Judge Dredd》的资料（英文）
- 爛番茄上《Judge Dredd》的資料（英文）
- AllMovie上《Judge Dredd》的资料（英文）
- TCM电影资料库上《Judge Dredd》的资料（英文）
- Box Office Mojo上《Judge Dredd》的資料（英文）
- A Nostalgia Critic review （页面存档备份，存于）